# شهرستان گیلمر (ویرجینیای غربی)
شهرستان گیلمر، ویرجینیای غربی (به انگلیسی: Gilmer County, West Virginia) یک سکونتگاه مسکونی در ایالات متحده آمریکا است که در ویرجینیای غربی واقع شده‌است.

## خصوصیات
شهرستان گیلمر ۸۸۰٫۶ کیلومترمربع مساحت دارد.